# Ruandische Volleyballnationalmannschaft der Männer
Die ruandische Volleyballnationalmannschaft der Männer ist die Auswahl ruandischer Volleyballspieler, welche die Fédération Rwandaise de Volleyball (FRVB) auf internationaler Ebene, beispielsweise in Freundschaftsspielen gegen die Auswahlmannschaften anderer nationaler Verbände, aber auch bei internationalen Wettbewerben repräsentiert. 1978 trat der nationale Verband dem Weltverband Fédération Internationale de Volleyball (FIVB) bei. Im Oktober 2021 wurde die Mannschaft auf dem zwölften Platz der kontinentalen Rangliste geführt.

## Nationaltrainer
Trainer der Volleyballnationalmannschaft der Männer und Frauen ist seit August 2021 der Brasilianer Paulo de Tarso, der bereits von 2010 bis 2011 Volleyballnationaltrainer in Ruanda war. Der Kenianer Paul Bitok verließ das Team als Nationaltrainer im April 2019.

## Internationale Wettbewerbe

### Ruanda bei Weltmeisterschaften
Die Mannschaft konnte sich bisher nicht für eine Weltmeisterschaft qualifizieren.

### Ruanda bei Olympischen Spielen
Bisher gelang es der Mannschaft nicht, sich für die olympischen Wettbewerbe zu qualifizieren.

### Ruanda bei Afrikameisterschaften
Die Mannschaft kann bisher sieben Teilnahmen an der Afrikameisterschaft vorweisen:
| - 1967: nicht qualifiziert - 1971: nicht qualifiziert - 1976: nicht qualifiziert - 1979: nicht qualifiziert - 1983: nicht qualifiziert - 1987: 7. Platz - 1989: nicht qualifiziert - 1991: nicht qualifiziert - 1993: nicht qualifiziert - 1995: nicht qualifiziert - 1997: nicht qualifiziert - 1999: nicht qualifiziert | - 2001: nicht qualifiziert - 2003: 8. Platz - 2005: 4. Platz - 2007: 6. Platz - 2009: nicht qualifiziert - 2011: nicht qualifiziert - 2013: nicht qualifiziert - 2015: 6. Platz - 2017: 6. Platz - 2019: nicht qualifiziert - 2021: 6. Platz |

### Ruanda bei den Afrikaspielen
Ruandas Volleyballnationalmannschaft der Männer nahm bisher vier Mal an den Wettbewerben der Afrikaspiele teil: 1999 erreichte man den neunten, 2003 den siebten und 2011 sowie 2015 schließlich den vierten Platz.

### Ruanda beim World Cup
Ruanda kann bisher keine Teilnahme am World Cup – dem Qualifikationsturnier für die Olympischen Spiele – vorweisen.

### Ruanda in der Weltliga
Die Weltliga fand bisher ohne ruandische Beteiligung statt.